# الفقع
الفقع (به عربی: ٱلفَـقَـع) یک منطقهٔ مسکونی در امارات متحده عربی است که در امارت ابوظبی واقع شده‌است.